# Hamid Estili
Hamid Reza Estili, född 1 april 1967 i Teheran, är en iransk fotbollstränare och före detta spelare.

## Spelarkarriär
Estili spelade för Pas Teheran, Persepolis och Bahman i Iran, samt en säsong vardera i Al Qadisiya från Kuwait och Geylang United i Singapore. Under ett derby mellan Persepolis och Esteghlal 2000, så började Estili bråka med motståndaren Mohammad Navazi som båda blev gripna av polis efter matchen.
För Irans landslag gjorde Estili debut i en match mot Sovjetunionen. Han var med i VM 1998 där han gjorde ett mål mot USA. Hamid Estili gjorde totalt 12 mål på 82 landskamper.

## Tränarkarriär
Efter att Estili avslutat sin spelarkarriär 2004 i Persepolis så blev han direkt utsedd till assisterande tränare i klubben. 2009 blev han huvudtränare för nyuppflyttade Steel Azin som hade ett väldigt slagkraftigt lag med många stjärnor som Ali Karimi, Mehdi Mahdavikia, Hossein Kaebi och Fereydoon Zandi. Efter att laget misslyckats i både cupen och ligan fick Estili sparken 19 april 2010.
I juni 2011 blev det klart att Estili återvände till Persepolis, nu som huvudtränare. Efter bara fem vinster på 15 matcher så avgick Estili 9 december 2011.